# Myophonus caeruleus
Myophonus caeruleus é uma espécie de ave da família Turdidae.
Pode ser encontrada nos seguintes países: Afeganistão, Bangladesh, Butão, Camboja, China, Índia, Indonésia, Cazaquistão, Laos, Malásia, Myanmar, Nepal, Paquistão, Tadjiquistão, Tailândia, Turquemenistão e Vietname.
Os seus habitats naturais são: florestas temperadas e regiões subtropicais ou tropicais húmidas de alta altitude.